# Millennium-Probleme
Als Millennium-Probleme werden die im Jahr 2000 vom Clay Mathematics Institute (CMI) in Cambridge (Massachusetts) in einer Liste aufgezählten ungelösten Probleme der Mathematik bezeichnet. Das Institut hat für die Lösung eines der sieben Probleme ein Preisgeld von jeweils einer Million US-Dollar ausgelobt.

## Geschichte
Die Millennium-Liste steht in der Tradition der 100 Jahre zuvor am 8. August 1900 vom deutschen Mathematiker David Hilbert auf dem Internationalen Mathematiker-Kongress in Paris aufgestellten Liste von 23 bis dahin ungelösten Problemen der Mathematik, die die Entwicklung der Mathematik im 20. Jahrhundert wesentlich befruchtet und vorangebracht hat. Die Riemannsche Vermutung ist als einziges Problem auf beiden Listen zu finden.

## Liste der Probleme
Die Liste enthält die folgenden sieben Probleme:
1. der Beweis der Vermutung von Birch und Swinnerton-Dyer aus der Zahlentheorie,
2. der Beweis der Vermutung von Hodge aus der algebraischen Geometrie,
3. Analyse von Existenz und Regularität von Lösungen des Anfangswertproblems der dreidimensionalen inkompressiblen Navier-Stokes-Gleichungen.
4. die Lösung des P-NP-Problems der Informatik,
5. der Beweis der Poincaré-Vermutung in der Topologie (2002 gelöst von Grigori Jakowlewitsch Perelman, die Vermutung trifft zu),
6. der Beweis der Riemannschen Vermutung der Zahlentheorie,
7. die Lösung des Yang-Mills-Existenz- und Massenlückeproblems

## Hinweise

### Zu Problem 3 (Navier-Stokes)
Bei den Navier-Stokes-Gleichungen werden mehrere Varianten formuliert, unter anderem die Frage nach der Existenz von glatten ({\displaystyle C^{\infty }}) Lösungen {\displaystyle u(x,t)} (Geschwindigkeit), {\displaystyle p(x,t)} (Druck) der inkompressiblen kräftefreien Navier-Stokes-Gleichung in drei Dimensionen für alle positiven Zeiten, wobei die Energie beschränkt bleibt {\displaystyle \textstyle \left(\int u^{2}{\text{d}}V<C\right)}. Der Anfangswert {\displaystyle u_{0}=u(x,0)} wird als glatt vorausgesetzt ({\displaystyle C^{\infty }}), mit einer Wachstumsbeschränkung an die räumlichen Ableitungen. In einer anderen Variante werden periodische Randbedingungen vorgegeben (Lösungen auf dem dreidimensionalen Torus {\displaystyle \mathbb {R} ^{3}/\mathbb {Z} ^{3}} statt in {\displaystyle \mathbb {R} ^{3}}). Es wird auch danach gefragt, ob es glatte Kraftfelder {\displaystyle f} (mit Beschränkungen des Wachstums der Ableitungen von {\displaystyle f} und {\displaystyle u_{0}}) und Anfangsbedingungen gibt, für die keine solchen für alle positiven Zeiten glatten Lösungen für Druck {\displaystyle p} und Geschwindigkeit {\displaystyle u} existieren (wie oben mit endlicher Energie).

### Zu Problem 7 (Yang-Mills)
In Bezug auf die Yang-Mills-Gleichungen wird nach einer strengen Begründung (im Sinn der Axiomatischen Quantenfeldtheorie) der quantisierten Yang-Mills-Theorie für beliebige kompakte einfache Eichgruppen {\displaystyle G} in vier Dimensionen (euklidische Raum-Zeit) gefragt und der Existenz einer Massenlücke (das heißt, die vorhergesagten energetisch niedrigsten Anregungen haben endliche positive Masse). Das entspricht der Erwartung im Fall der Quantenchromodynamik (QCD), wo Glueballs endliche nichtverschwindende Masse haben, auch wenn die Eichbosonen (Gluonen) masselos sind. Das Problem wurde auch als Annäherung an das wichtigste ungelöste Problem von Yang-Mills-Theorien wie der QCD gewählt, das Confinement-Problem.

## Lösungen

### Poincaré-Vermutung
Die Poincaré-Vermutung wurde 2002 von Grigori Jakowlewitsch Perelman bewiesen. Für seine bahnbrechenden Arbeiten wurde ihm 2006 die Fields-Medaille verliehen, die er jedoch (als erster Mathematiker der Geschichte) ablehnte. Das Clay-Institut erkannte ihm 2010 das Preisgeld von einer Million Dollar zu, dies lehnte er jedoch ebenfalls ab.